# 美軍顧問團
美軍顧問團，或稱美國軍事援助技術團，正式名稱為「軍事援助顧問團」（英語：Military Assistance Advisory Group，簡稱「MAAG」），是美軍派駐在亞洲以訓練當地常規部隊的軍事顧問團及美國聯邦政府對外安全援助組織之一。

## 臺灣
在台灣，美軍顧問團一般是指1951年4月到1979年3月間，作為顧問單位的駐台美軍部隊，首任團長為美國陸軍少將蔡斯。

### 起源
1950年6月25日韓戰爆發，美國決定重新資助在台灣的中華民國政府，而美軍顧問團正是美國軍事援助的一部份。該美軍顧問團的正式名稱為「美國軍事援助技術團」（Military Assistance and Advisory Group），於1951年4月23日進駐，5月1日正式成立，首任團長則為美國陸軍少將蔡斯。（Major General Williams C.Chase）。
該團人數於1951年駐守台灣時，只有連同團長的十二名軍官。團員及團長住宅設於台北市中山北路上，美國大使官邸（日治時期的美國在台領事館，今光點台北）附近的政壇要人黃朝琴住宅（曾於1945年－1946年擔任台北市長），1946年的劉銘傳紀念館預定地（今國賓飯店）。1954年因為國民政府與美國簽訂中美共同防禦條約，以顧問性質來台的美國軍士官大量來台，進駐中華民國國軍各部隊。台灣除了於天母、陽明山山仔后一帶，興建俗稱「阿督仔厝」的眷舍供美軍顧問團居住外，也在台北市市區的民族東路與中山北路之間的數，公頃土地興蓋美軍顧問團軍營總部（今中山美術公園）。

### 全面介入軍事預算
1951年5月，美軍顧問團正式成立，最重要的一個任務，是將美國的軍事預算管理制度，導入中華民國政府決策機制之中。1951年7月，華府向台北遞交一份備忘錄，表示美援的條件是中華民國政府建立起一套美國認可的國防軍事預算與監督機制。美國的態度，使蔣中正深感受辱。
美方同時還干涉當時中華民國政府欲徵召1萬5000名台籍人士入伍的計畫，以該方案將嚴重危及中華民國的財政體質，最後迫使中華民國政府妥協，將徵召的士兵人數減半。美方也干涉中華民國政府計畫以強制儲蓄的方式，籌集總值1億5000萬元新台幣資金，以縮減財政赤字的方案，改為由美國經濟合作總署撥款400萬到700萬美元資金，讓台灣的進口商與企業界得以從政府購買更多的外匯，用來進口美方指定的商品與工業設備。
但影響台灣軍事最深遠的，是美國國務院當時另一份照會，要求美方全面參與中華民國政府的軍事預算編列，並且以「妥善規畫台灣各項軍事物資」為名，要求蔣把台灣的軍事防務，制定出一套雙方同意的運作方案。從蔣中正日記可明顯看出，蔣認為這是美國政府要控制台灣軍事與財政的企圖，他覺得反感。雖然如此，到了1951年10月中旬，蔣中正還是接受美方的要求，但做了一點折衷：他答允日後在編列年度軍事預算時，先與美軍顧問團進行協商，然後再提交美方影響力極大的「經濟安定委員會」來做進一步規畫。至於中央政府撥給地方各縣市單位的政府預算，蔣中正也同意由經濟安定委員會與地方政府共同擬訂。

### 編制經過
美軍顧問團人數最多時為1955年，軍士官高達2347人。1955年當時，中華民國的軍隊，無論海陸空軍，只要是營級以上的編制，就必須至少常駐一名美國顧問團的士官督導台灣部隊。
除了督導中華民國國軍營級以上軍隊的編制外，該團還設有本部、台灣各地分團、美國陸軍、美國海軍、美國空軍三組、美國聯勤各組，期間因應中華民國國軍人事變化，組織層級稍有變化。
在團長部分，1951年－1955年駐任的團長蔡斯任期最久，長達4年，爾後的13人約都為2年任期。該團於1950年代曾於一江山戰役，大陳撤退與金門炮戰戰役中，對台灣提供協助諮詢，另外，也曾參與台灣的國慶閱兵與各項軍事演習。
1970年代，美軍顧問團隨著美國政府的政策轉向，大幅改變。除了在台的顧問團軍隊人數銳減之外，也對中華民國國軍不再提供支配與協助訓練，更不參加台灣各級演習作戰，純粹轉型成諮詢機構。另外，團長也從少將層級降低至准將，甚至上校。
1978年12月，美國卡特政府宣佈與中華民國中止外交關係。美軍顧問團隨即停止在台任務，並於隔年3月1日全數撤離。

### 主要任務
美軍顧問團的任務為：
- 全面參與中華民國政府的軍事預算編列，要求蔣中正把台灣的軍事防務，制定出一套雙方同意的運作方案。
- 提供中華民國政府軍事諮詢及美援武器並就其裝備檢討建議。
- 協助中華民國國軍訓練。
- 1951年7月間，當時一份代號為「三七五」的反攻總計畫，擬定以閩南與海南島作為反攻登陸地點。此後數月裡，美方不斷推銷反攻海南島的方案，卻被蔣中正視為是美國帝國主義的詭計與陰謀[2]。
- 後期監視中華民國政府，避免當時中華民國總統蔣中正的軍事冒進。
- 執行「中美共同防禦條約」內容。
- 美國與中華民國軍方的聯絡事宜。
- 越戰時期的後防並以美國利益實施軍事部署之任務。

## 寮國
美軍顧問團成立於1961年。顧問團的任務是支持寮國皇家軍隊打擊共產黨游擊隊。在1962年7月23日的日內瓦會議上，決定保證寮國的中立地位。因此，美國撤走了顧問團，而改由中央情報局秘密訓練寮國皇家軍隊。

## 越南
在1950年9月，美國總統杜魯門同意派遣軍事顧問團到越南協助法國進行第一次印度支那戰爭。但美方沒有派出作戰部隊。在戰爭期間，美方向法國軍隊提供了價值1000萬美元的軍事技術與裝備，來打擊越盟的部隊。但法國方面沒有聽從美方的建議，沒有讓親法的越南國軍得到充足的訓練，因為法方設想他們能夠擊敗越盟的部隊。法國最後決定聽從美方建議，但在這個時候已經太晚了。在1954年法軍少將亨利·納瓦雷允許美國派遣聯絡官到越南國軍。但為時已晚，因為奠邊府戰役已經開始。法軍在奠邊府戰役慘敗後，根據日內瓦協定不得不從越南北部撤軍。
在1955年2月12日在華盛頓的一次會議上，美法雙方一致認為，所有的美國援助將直接輸送到南越，由法方來負責訓練。但這裡有一個問題。根據日內瓦協定，駐越法軍必須在1956年4月前撤離越南，於是美方將軍事顧問團增派到740人。在接下來幾年中，美軍顧問團逐步派遣到南越共和國軍基層中。約翰·甘迺迪總統在1961年將援助南越的金錢數量增加到1.44億美元。同一時間，美軍顧問團已經部署到南越軍的營級部隊中。